# Augochlora magnifica
Augochlora magnifica är en biart som beskrevs av Cresson 1865. Augochlora magnifica ingår i släktet Augochlora och familjen vägbin. Inga underarter finns listade.